# Faro Cabo Peñas
El faro Cabo Peñas es un faro no habitado de la Armada Argentina ubicado en la meseta oriental del cabo Peñas, una saliente de 30 metros de altura. En sus proximidades, y hasta 2 millas náuticas (3,7 km) de la costa, hay numerosas rocas semi sumergidas que hacen peligrosa la navegación. Se encuentra a 15 km al sur de la ciudad de Río Grande, el departamento Río Grande, en la provincia de Tierra del Fuego, Antártida e Islas del Atlántico Sur (Argentina). El topónimo del cabo fue dado por los hermanos Bartolomé y Gonzalo Nodal, el 20 de enero de 1620, día de San Sebastián, quienes bautizaron al cabo en recuerdo del "Cabo de Peñas de Asturias".
La construcción del faro estuvo a cargo del torrero de primera clase Augusto Baccarini, recibiendo ayuda de la Sociedad Anónima Menéndez Behety, con su aporte de materiales y personal. La construcción demandó en total 80 días, librándose al servicio el día 5 de diciembre de 1916. En el año 1962 se le realizaron importantes renovaciones. Consta de una estructura en forma de torre troncopiramidal de color negro, alimentado con energía solar fotovoltaica, con una altura de 13 metros. Originariamente, tenía un alcance luminoso de 18 millas náuticas (33,3 km); en la actualidad es de 10,3 millas náuticas (19,1 km).

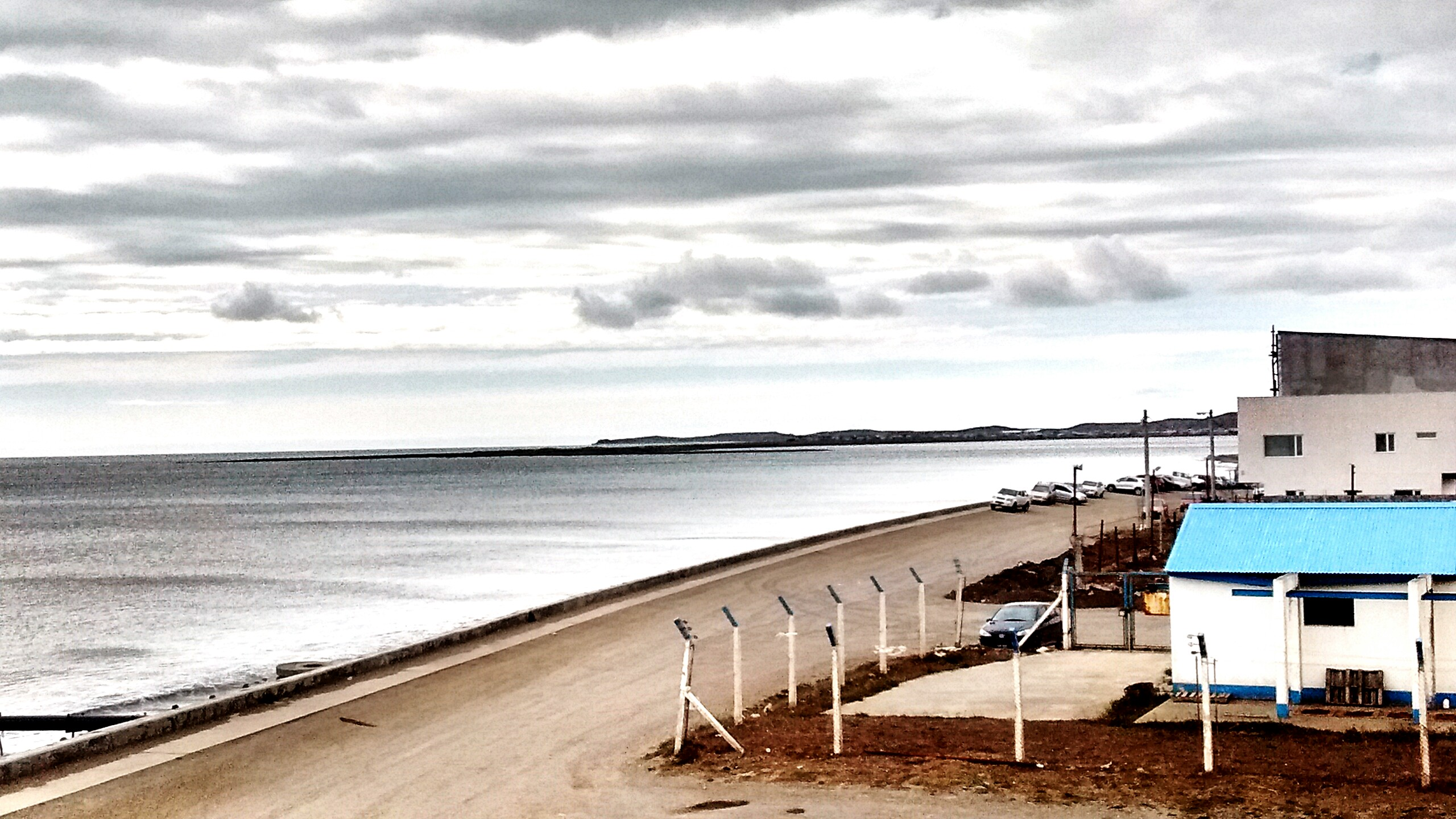
Vista del cabo Peña y punta Popper desde la ciudad